# Radiomontage
En radiomontage består ofte af sammenklippede, redigerede elementer, og hertil kan kombineres reallyd og anden lyd. Der er ingen faste krav om, at det skal være sandfærdigt, modsat en reportage. På den måde minder radiomontagen om radiodrama, men montagen har ofte en journalistisk tilgang.
Radiomontage har haft en stærk tradition i Danmark. Det første hørebillede opstår i 1930'erne og optages på plader.
Om dansk radiomontages historie og æstetik, genre mm. er af Ib Poulsen udkommet bogen "Radiomontagen og dens rødder", 2006.
Montagestilen bruges i dag af programmer som f.eks. internetmagasinet Third Ear, der i 2010 vandt førstepræmien ved den internationale radiofestival Prix Marulic for programmet "Guldhornene". 